# Ripli Zsuzsanna
Ripli Zsuzsanna (Szigetvár, 1981. április 17. –) magyar modell, színésznő.

## Életpályája
2000-ben érettségizett a Zrínyi Miklós Gimnáziumban. 2004-ben Magyarországon az év playmate-jének választották. A Kazán István Kamaraszínház stúdiójában tanult színészetet 2011-2014 között.

## Filmes és televíziós szerepei
- Drága örökösök (2019)
- A mi kis falunk (2017-)
- Drága Elza! (2014)
- Marslakók (2012)
- S.O.S. Love! (2011)
- Kisváros (1993–2001)